# Молепровод
Молепровод — сельский населённый пункт в Виноградовском районе Архангельской области России. Входит в состав Осиновского сельского поселения.

## География
Молепровод находится в центре Виноградовского района, на левом берегу Северной Двины, к северо-западу от деревни Осиново.

## История
В тридцатые года XX века, когда начался сплав леса по лесным рекам, то древесину молем сплавляли по воде. На Северной Двине от устья Ваги из бонов (соединенные цепью или вицами брёвна) был сделан молепровод, по которому древесина по течению плыла до запани. Напротив села Семёновского были построены бараки для рабочих, которые занимались сплоткой леса, там был и магазин. Отсюда и название Молепровод. Сейчас в деревне осталось несколько строений.

## Население
| 2002 | 2010 | 2012 |
| ---- | ---- | ---- |
| 0    | ↗1   | →1   |

Численность населения деревни, по данным Всероссийской переписи населения 2010 года составляла 1 человек.

### Карты
- Топографическая карта P-38-39,40. (Лист Березник)]
- Молепровод на Wikimapia
- Молепровод. Публичная кадастровая карта (недоступная ссылка — история).